# Nê-đéc-lan Bourgogne
Trong lịch sử của Các quốc gia Vùng Trũng, Nê-đéc-lan Bourgogne (tiếng Pháp: Pays-Bas Bourguignons, tiếng Hà Lan: Bourgondische Nederlanden, tiếng Luxembourg: Burgundeschen Nidderlanden, tiếng Wallon: Bas Payis bourguignons) là một số lãnh thổ thuộc Đế quốc La Mã Thần thánh và Pháp được cai trị trong liên minh cá nhân bởi Nhà Valois-Bourgogne và những người thừa kế Nhà Habsburg giai đoạn từ 1384 tới 1482. Vùng này bao gồm phần lớn đất đai mà ngày nay thuộc Bỉ và Hà Lan, Luxembourg và nhiều phần ở miền bắc của Pháp.

## Các nhà cai trị
Nhà Valois, Công tước xứ Bourgogne
- Philippe III của Pháp (1384–1404), con trai của Jean II của Pháp và Margaretha III xứ Vlaanderen
- Jean I xứ Bourgogne (1404–1419), con trai của Philippe III của Pháp
- Philippe III xứ Bourgogne (1419–1467), con trai của Jean I xứ Bourgogne
- Karl I xứ Bourgogne (1467–1477), con trai của Philippe III xứ Bourgogne

Nhà Valois, Nữ Công tước xứ Bourgogne trên danh nghĩa
- Marie I xứ Bourgogne (1477–1482), con gái của Karl I, kết hôn với Maximilian I của Habsburg vào năm 1477

Nhà Habsburg, Công tước xứ Bourgogne trên danh nghĩa (xem Nê-đéc-lan Habsburg)
- Philipp Đẹp trai (1482–1506), con trai của Marie I. Cha của Philipp là Maximilian I trở thành nhiếp chính cho con trai (1482–1493), và bà kế của Philipp là Margaret xứ York trở thành phó mẫu.
- Karl V (1506–1555), con trai của Philipp. Margarete của Áo trở thành nhiếp chính trong hai giai đoạn 1507–1515 và 1519–1530